# Костриця велетенська
Костриця велетенська (Festuca gigantea) — вид рослин родини тонконогові (Poaceae), поширений у Європі й помірній та тропічній Азії.

## Опис
Багаторічна трав'яниста рослина (45)100–120(150) см завдовжки. Листки 5–15 мм завширшки. Волоть розлога, поникла, 15–40 см завдовжки. Нижня квіткова луска з довгою звивистою остюком 10-15 мм довжиною, довшим, ніж сама луска.

## Поширення
Поширений у Європі й помірній та тропічній Азії.
В Україні зростає в широколистяних рівнинних і гірських лісах, нерідко на узліссях і краях вирубок, піднімається до субальпійського пояса — в лісових і лісостепових районах України (включаючи Карпати й гірський Крим), часто; на пн. Степу, зрідка. Кормова.

## Галерея

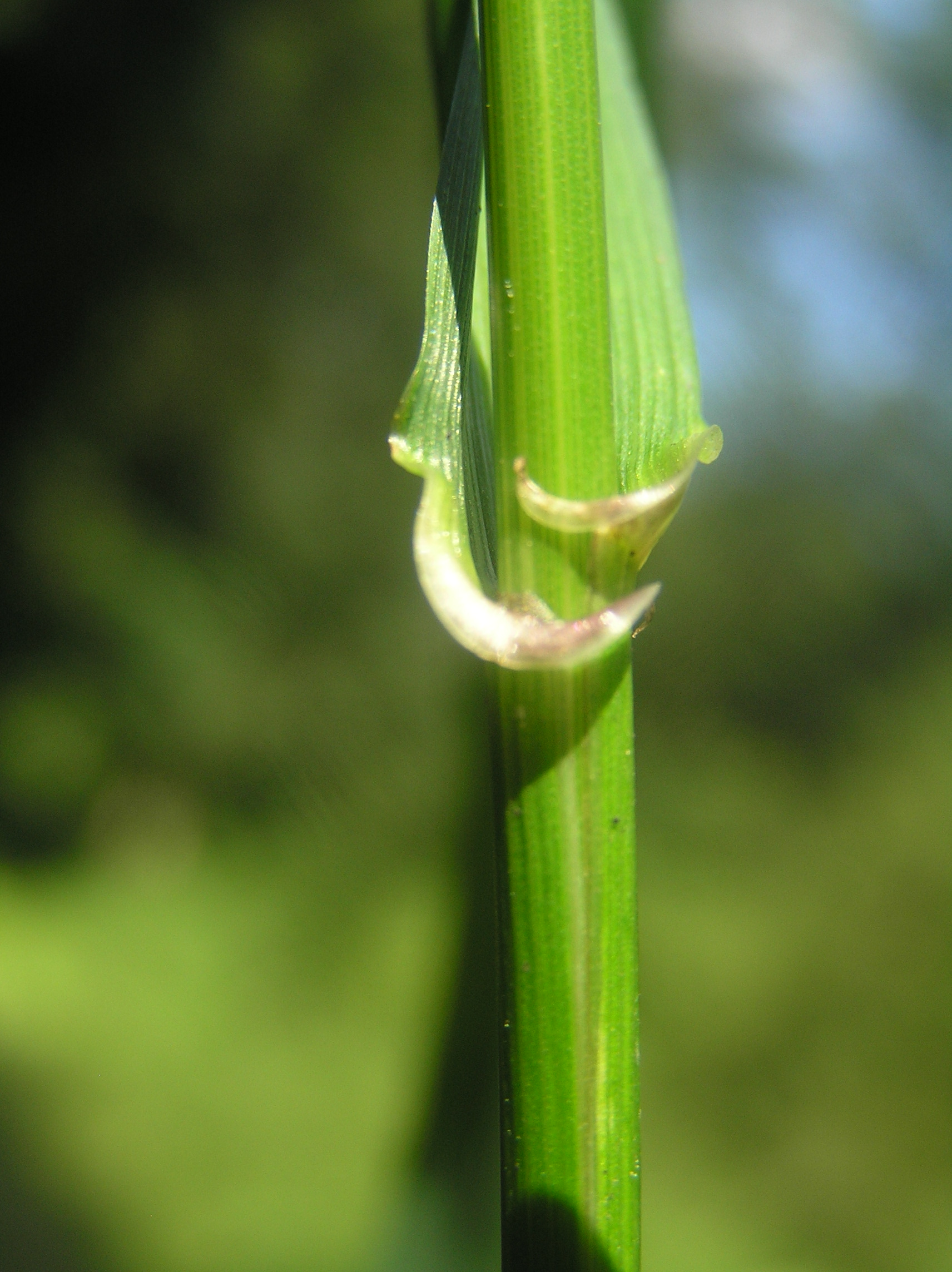
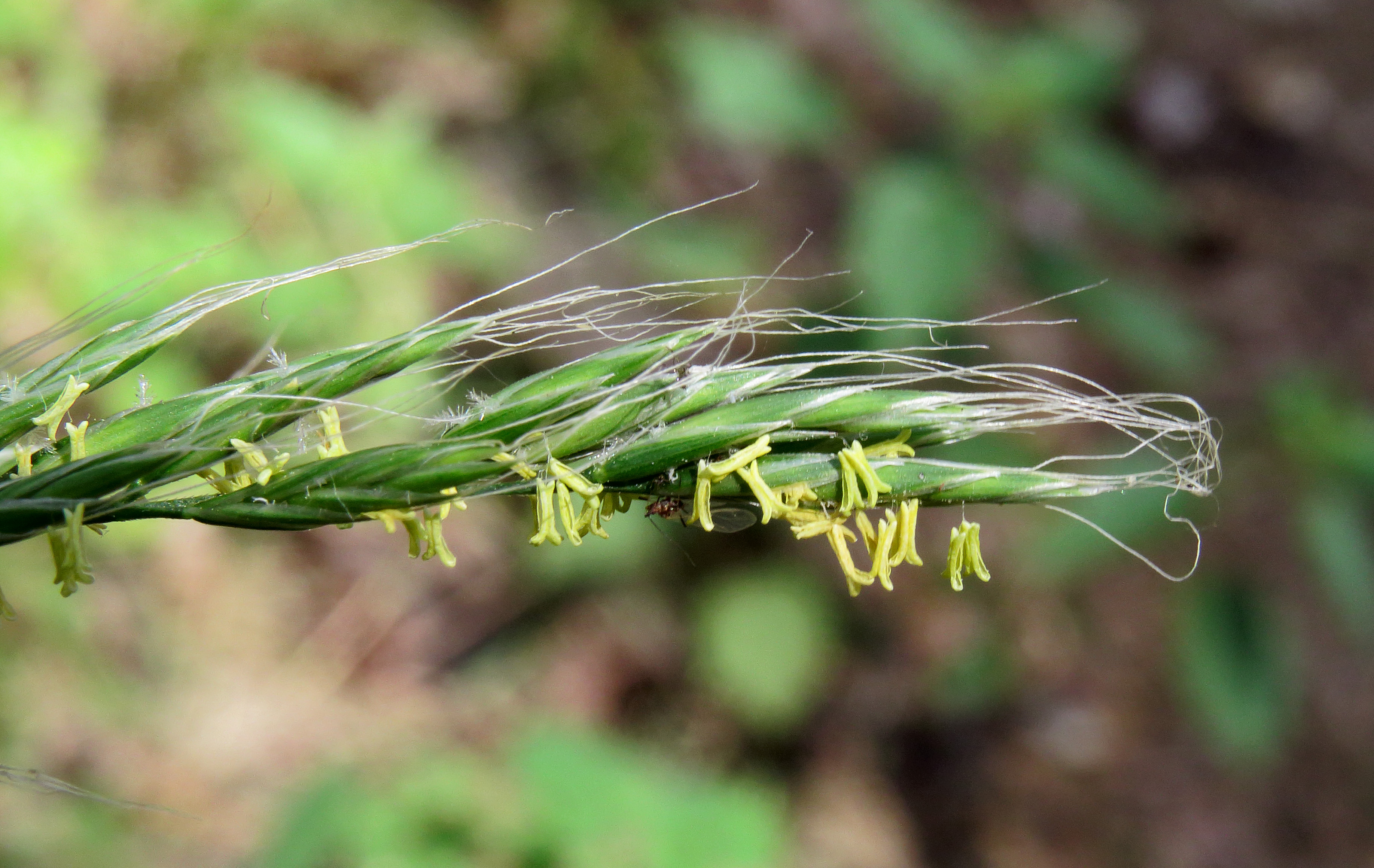
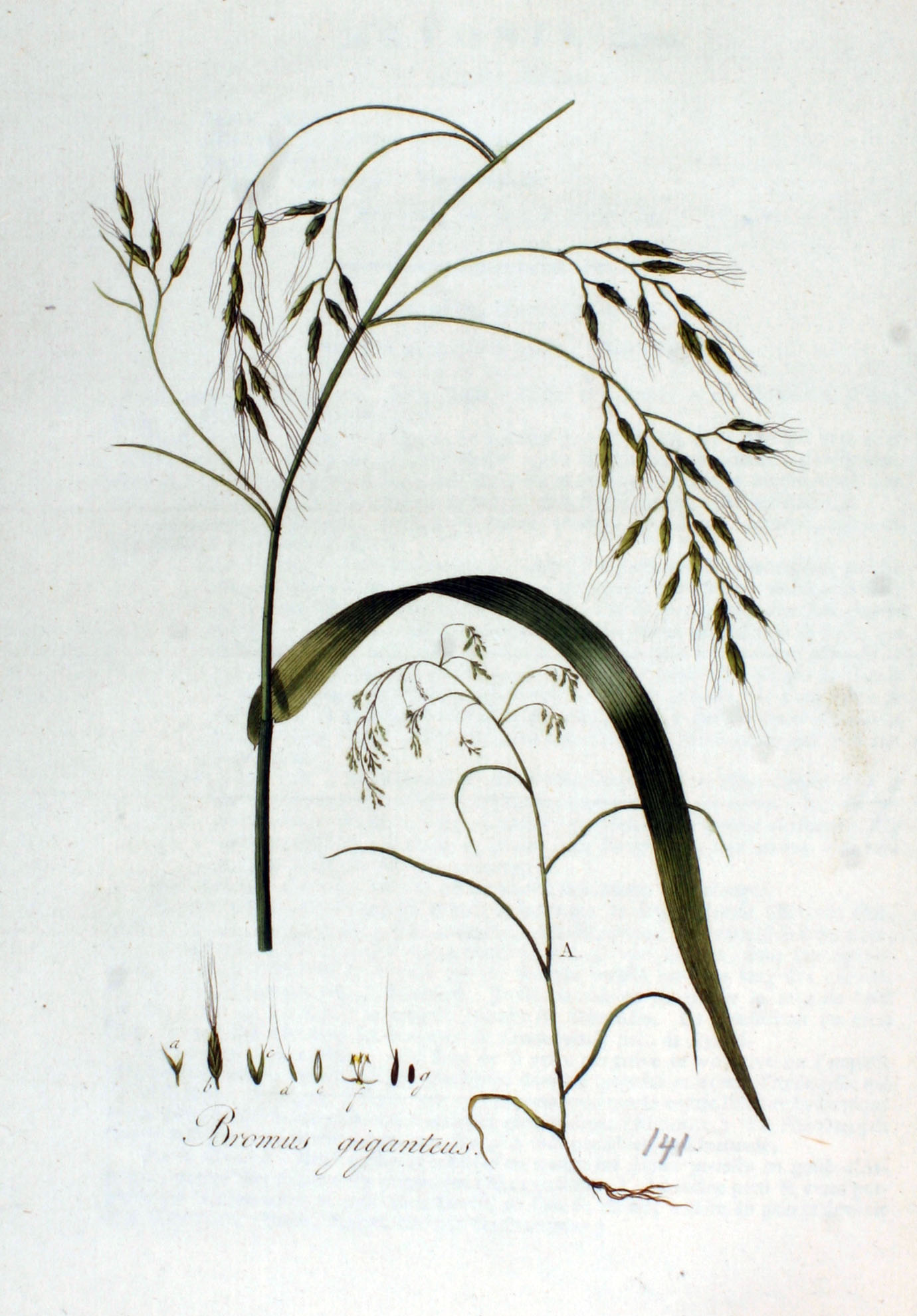